# Монументаль де Матурин
Монумента́ль де Матури́н (исп. Estadio Monumental de Maturín) — крупнейший по вместительности футбольный стадион Венесуэлы, расположенный в городе Матурин, административном центре штата Монагас. Вместимость стадиона составляет 51 796 зрителей. На «Монументале де Матурин» выступает футбольный клуб «Монагас».

## История
Большая часть строительства стадиона «Монументаль де Матурин» была завершена к декабрю 2006 года. Архитекторами проекта выступили Фернандо де ла Каррера, Алехандро Кавансо и Диего Сорио.
Стадион «Монументаль де Матурин» был открыт 17 июня 2007 года матчем между сборными Венесуэлы и Венгрии. Через неделю, 24 июня, здесь состоялась первая игра на клубном уровне между «Монагас» и «Саморой». Арена была построена к Кубку Америки, который в 2007 году впервые в истории организовывала Венесуэла. «Монументаль» вмещает около 52 тыс. зрителей, что делает его крупнейшим по вместительности стадионом страны.
В рамках Кубка Америки 2007 в Матурине состоялись три игры:
- 1 июля 2007. Группа B.  Бразилия —  Чили — 3:0
- 1 июля 2007. Группа B.  Мексика —  Эквадор — 2:1
- 8 июля 2007. 1/4 финала.  Мексика —  Парагвай — 6:0

## Спортивные соревнования
- Кубок Америки 2007
- Чемпионат Южной Америки по футболу среди молодёжных команд 2009